# Metasynaptops violaceus
Metasynaptops violaceus es una especie de coleóptero de la familia Attelabidae.

## Distribución geográfica
Habita en Indonesia.